# Campeonato Mundial de Atletismo Sub-20 de 2022 - 400 m com barreiras feminino
A prova dos 400 metros com barreiras feminino do Campeonato Mundial de Atletismo Sub-20 de 2022 ocorreu entre os dias 2 a 4 de agosto de 2022 no Estádio Olímpico Pascual Guerrero, em Cali, na Colômbia.

## Recordes
Antes desta competição, os recordes mundiais e do campeonato nesta prova eram os seguintes:
|       | Nome              | Nacionalidade  | Tempo | Local     | Data                |
| ----- | ----------------- | -------------- | ----- | --------- | ------------------- |
| WU20R | Sydney McLaughlin | Estados Unidos | 53.60 | Knoxville | 13 de maio de 2018  |
| CR    | Lashinda Demus    | Estados Unidos | 54.70 | Kingston  | 19 de julho de 2002 |
| WU20L | Moa Granat        | Suécia         | 57.12 | Söderhamn | 26 de julho de 2022 |

## Medalhistas
| Ouro                | Prata                | Bronze              |
| Akala Garrett (USA) | Hanna Karlsson (SWE) | Michaela Rose (USA) |

## Cronograma
Todos os horários são locais (UTC-5).
| Data        | Hora  | Evento    |
| ----------- | ----- | --------- |
| 2 de agosto | 08:25 | Bateria   |
| 3 de agosto | 12:05 | Semifinal |
| 4 de agosto | 14:10 | Final     |

## Resultados

### Bateria
Qualificação: Os 3 primeiros de cada bateria (Q) e os 6 tempos mais rápidos (q).
| Posição | Bateria | Raia | Atleta                                          | Nacionalidade            | Tempo        | Notas    |
| ------- | ------- | ---- | ----------------------------------------------- | ------------------------ | ------------ | -------- |
| 1       | 6       | 8    | Ludovica Cavo                                   | Itália                   | 57.77        | Q,       |
| 2       | 3       | 2    | Michelle Smith                                  | Ilhas Virgens Americanas | 58.35        | Q        |
| 3       | 3       | 4    | Akala Garrett                                   | Estados Unidos           | 58.40        | Q        |
| 4       | 4       | 4    | Michaela Rose                                   | Estados Unidos           | 58.44        | Q        |
| 5       | 6       | 5    | Anje Nel                                        | África do Sul            | 58.52        | Q,       |
| 6       | 1       | 3    | Klara Koščak                                    | Croácia                  | 58.84        | Q, NU20R |
| 7       | 2       | 5    | Isabella Guthrie                                | Austrália                | 58.89        | Q        |
| 8       | 1       | 5    | Moe Matsuoka                                    | Japão                    | 58.90 [.898] | Q        |
| 9       | 4       | 8    | Wiktoria Oko                                    | Polónia                  | 58.90 [.900] | Q        |
| 10      | 6       | 6    | Lara-Noelle Steinbrecher                        | Alemanha                 | 58.95        | Q        |
| 11      | 2       | 4    | Alessia Seramondi                               | Itália                   | 59.03        | Q        |
| 12      | 2       | 2    | Ophelia Pye                                     | Reino Unido              | 59.04        | Q        |
| 13      | 6       | 1    | Antonia Sánchez                                 | México                   | 59.35        | q,       |
| 14      | 5       | 3    | Hanna Karlsson                                  | Suécia                   | 59.38        | Q        |
| 15      | 5       | 7    | Aleksandra Wołczak                              | Polónia                  | 59.39        | Q        |
| 16      | 5       | 6    | Oneika McAnnuff                                 | Jamaica                  | 59.45        | Q        |
| 17      | 4       | 2    | Vivienne Morgenstern                            | Alemanha                 | 59.57        | Q        |
| 18      | 1       | 6    | Amanda Henriques                                | Dinamarca                | 59.62        | Q,       |
| 19      | 5       | 5    | Marin Stray Gautadottir                         | Noruega                  | 59.74        | q,       |
| 20      | 4       | 3    | Sofia Lavreshina                                | Portugal                 | 59.88        | q,       |
| 21      | 2       | 8    | Andrea Švecová                                  | Eslováquia               | 1:00.07      | q,       |
| 22      | 1       | 4    | Vasiliki-Paraskevi Mitsiouli                    | Grécia                   | 1:00.20      | q        |
| 23      | 2       | 6    | Yaroslava Yalysovetska                          | Ucrânia                  | 1:00.29      | q        |
| 24      | 6       | 2    | Lucy Mcglynn                                    | Irlanda                  | 1:00.30      |          |
| 25      | 3       | 8    | Simone De Wet                                   | África do Sul            | 1:00.35      | Q        |
| 26      | 6       | 4    | Ester Bendová                                   | Chéquia                  | 1:00.40      |          |
| 27      | 5       | 1    | Neža Dolenc                                     | Eslovênia                | 1:00.44      |          |
| 28      | 3       | 7    | Esther Joseph                                   | Nigéria                  | 1:00.51      |          |
| 29      | 6       | 7    | Juliana Demeštšenko                             | Estónia                  | 1:00.71      |          |
| 30      | 3       | 5    | Liliet Cabrera                                  | Cuba                     | 1:00.73      |          |
| 31      | 4       | 6    | Leticia Quingostas                              | Brasil                   | 1:00.80      |          |
| 32      | 3       | 3    | Safhia Hinds                                    | Jamaica                  | 1:00.97      |          |
| 33      | 5       | 8    | Jenna James                                     | Canadá                   | 1:00.99      |          |
| 34      | 4       | 5    | Gerda Kirkytė                                   | Lituânia                 | 1:01.00      |          |
| 35      | 6       | 3    | Anna Haberthür                                  | Suíça                    | 1:01.72      |          |
| 36      | 5       | 2    | Amesha Piumanthi Hettirachchi Hettiarachchilage | Sri Lanka                | 1:02.11      |          |
| 37      | 2       | 7    | Anja Ramić                                      | Croácia                  | 1:02.28      |          |
| 38      | 2       | 3    | Simmy                                           | Índia                    | 1:02.58      |          |
| 39      | 1       | 8    | Ema Sarafinaitė                                 | Lituânia                 | 1:02.71      |          |
| 40      | 3       | 6    | Sita Sibiri                                     | Burquina Fasso           | 1:03.52      |          |
| 41      | 5       | 4    | Juliana Katerine Garces                         | Colômbia                 | 1:04.20      |          |
| 42      | 1       | 2    | Savannah Sutherland                             | Canadá                   | 1:04.46      |          |
| 43      | 1       | 7    | Camille Cristina De Oliveira                    | Brasil                   | 1:10.73      |          |
| 44      | 4       | 7    | Aada Aho                                        | Finlândia                | DSQ          | TR22.6.1 |

### Semifinal
Qualificação: Os 2 primeiros de cada bateria (Q) e os 2 tempos mais rápidos (q). 
| Posição | Bateria | Raia | Atleta                       | Nacionalidade            | Tempo        | Notas           |
| ------- | ------- | ---- | ---------------------------- | ------------------------ | ------------ | --------------- |
| 1       | 1       | 3    | Akala Garrett                | Estados Unidos           | 57.28        | Q,              |
| 2       | 1       | 6    | Hanna Karlsson               | Suécia                   | 57.34        | Q,              |
| 3       | 2       | 4    | Anje Nel                     | África do Sul            | 57.76        | Q,              |
| 4       | 1       | 4    | Ludovica Cavo                | Itália                   | 57.78        | q               |
| 5       | 3       | 4    | Michaela Rose                | Estados Unidos           | 57.83 [.821] | Q               |
| 6       | 2       | 6    | Michelle Smith               | Ilhas Virgens Americanas | 57.83 [.826] | Q, NU20R        |
| 7       | 2       | 3    | Alessia Seramondi            | Itália                   | 58.07        | q               |
| 8       | 3       | 5    | Wiktoria Oko                 | Polónia                  | 58.28        | Q               |
| 9       | 3       | 3    | Moe Matsuoka                 | Japão                    | 58.30 [.294] |                 |
| 10      | 1       | 5    | Aleksandra Wołczak           | Polónia                  | 59.39 [.299] |                 |
| 11      | 3       | 6    | Klara Koščak                 | Croácia                  | 58.40        | NU20R           |
| 12      | 2       | 8    | Ophelia Pye                  | Reino Unido              | 58.49        |                 |
| 13      | 1       | 1    | Antonia Sánchez              | México                   | 58.74        | Recorde pessoal |
| 14      | 1       | 8    | Lara-Noelle Steinbrecher     | Alemanha                 | 58.77        |                 |
| 15      | 3       | 7    | Vivienne Morgenstern         | Alemanha                 | 59.23        |                 |
| 16      | 2       | 1    | Marin Stray Gautadottir      | Noruega                  | 59.62        | Recorde pessoal |
| 17      | 3       | 8    | Oneika McAnnuff              | Jamaica                  | 59.74        |                 |
| 18      | 1       | 7    | Simone De Wet                | África do Sul            | 59.85        |                 |
| 19      | 2       | 2    | Vasiliki-Paraskevi Mitsiouli | Grécia                   | 59.97        |                 |
| 20      | 2       | 7    | Amanda Henriques             | Dinamarca                | 1:00.47      |                 |
| 21      | 1       | 2    | Yaroslava Yalysovetska       | Ucrânia                  | 1:00.71      |                 |
| 22      | 3       | 2    | Sofia Lavreshina             | Portugal                 | 1:00.85      |                 |
| 23      | 3       | 1    | Andrea Švecová               | Eslováquia               | 1:01.11      |                 |
| 24      | 2       | 5    | Isabella Guthrie             | Austrália                | DSQ}         | TR22.6.1        |

### Final
A prova final foi realizada no dia 4 de agosto às 14:10. 
| Posição           | Raia | Atleta            | Nacionalidade            | Tempo   | Notas           |
| ----------------- | ---- | ----------------- | ------------------------ | ------- | --------------- |
| Medalha de ouro   | 6    | Akala Garrett     | Estados Unidos           | 56.16   | WU20L           |
| Medalha de prata  | 3    | Hanna Karlsson    | Suécia                   | 56.71   | Recorde pessoal |
| Medalha de bronze | 4    | Michaela Rose     | Estados Unidos           | 56.86   | Recorde pessoal |
| 4                 | 5    | Anje Nel          | África do Sul            | 57.47   | Recorde pessoal |
| 5                 | 7    | Michelle Smith    | Ilhas Virgens Americanas | 57.48   | NU20R           |
| 6                 | 8    | Wiktoria Oko      | Polónia                  | 58.56   |                 |
| 7                 | 1    | Ludovica Cavo     | Itália                   | 58.72   |                 |
| 8                 | 2    | Alessia Seramondi | Itália                   | 1:01.78 |                 |

Legenda
| Recorde mundial       | Recorde mundial (World record)               |                       | Recorde africano                      | Recorde africano (African) |                                           | Q | Classificado por posição (Qualified) |
| Recorde do campeonato | Recorde do campeonato (Championship record)  | Recorde da América    | Recorde da América (Americas)         | q                          | Classificado por melhor tempo (Qualified) |   |                                      |
| Melhor marca do ano   | Melhor marca do ano (World leading)          | Recorde asiático      | Recorde asiático (Asian)              | DNS                        | Não largou (Did not start)                |   |                                      |
| Recorde nacional      | Recorde nacional (National record)           | Recorde europeu       | Recorde europeu (European)            | DNF                        | Não terminou (Did not finish)             |   |                                      |
| Recorde pessoal       | Recorde pessoal do atleta (Personal best)    | Recorde da Oceania    | Recorde da Oceania (Oceania)          | DSQ / DQ                   | Desclassificado (Disqualified)            |   |                                      |
| Recorde da temporada  | Recorde da temporada do atleta (Season best) | Recorde sul-americano | Recorde sul-americano (South America) | NM                         | Sem marca (No mark)                       |   |                                      |